# Вне зоны доступа (альбом)
Вне зоны доступа — второй студийный альбом киргизской поп-рок-группы «Город 312», изданный российским лейблом REAL Records в 2006 году.

## Об альбоме
Приблизительно 70 % композиций уже выпускались на дебютном альбоме коллектива — «213 дорог»; для пластинки «Вне зоны доступа» они были перезаписаны группой в составе Светланы Назаренко, Марии, Дмитрия и Леонида Притулы в профессиональной студии при «Мосфильме» с участием приглашённых музыкантов: гитаристов Николая Девлет-Кильдеева («Моральный кодекс») и Александра Асташенка («Корни»), ударников Олега Пунгина («Мумий Тролль»), Ивана Васюкова («Корни»), Игоря Джавад-Заде («Наутилус Помпилиус», среди прочего) и перкуссиониста Артура Мухаметшина.
Треки «Останусь» и «Вне зоны доступа» прозвучали в фильмах «Дневной Дозор» и «Питер FM» соответственно; также они были включены руководством лейбла REAL Records в альбомы-саундтреки к лентам. На песни «Останусь», «Вне зоны доступа» и «Фонари» были сняты видеоклипы. Всё это обеспечило музыкантам рекордное число номинаций на премию MTV Russia Music Awards 2006 года и приз в категории «Лучший дебют». Диск «Вне зоны доступа» получил премию Рекордъ 2007 года как лучший альбом.

## Список композиций
| №   | Название           | Длительность |
| --- | ------------------ | ------------ |
| 1.  | «Пружина»          | 4:33         |
| 2.  | «Весна»            | 2:59         |
| 3.  | «Обижаться»        | 3:18         |
| 4.  | «Останусь»         | 3:44         |
| 5.  | «Небо в алмазах»   | 3:35         |
| 6.  | «Поговори со мной» | 3:31         |
| 7.  | «Территория»       | 3:07         |
| 8.  | «Береги себя»      | 3:15         |
| 9.  | «По средствам»     | 3:45         |
| 10. | «Амигос»           | 3:57         |
| 11. | «Сокол»            | 3:37         |
| 12. | «Вне зоны доступа» | 3:33         |
| 13. | «Фонари»           | 2:55         |
| 14. | «Гипноз»           | 3:11         |
| 15. | «Припев»           | 3:35         |
| 16. | «Город-рассвет»    | 3:48         |

## Участники записи
- Светлана «Ая» Назаренко — вокал
- Дмитрий «Дим» Притула — клавишные, бэк-вокал
- Мария «Маша» Илеева-Притула — гитара
- Леонид «Леон» Притула — бас-гитара, бэк-вокал
- Сергей Ковтун — барабаны

## Отзывы
Рецензент Белгазеты Татьяна Замировская раскритиковала альбом, заявив, что исполнители подобной вторичной музыки смогли покинуть свой гараж только благодаря двум радиохитам. Обозреватель ресурса Звуки.ру Алексей Мажаев — напротив — высказал мнение, что успех группы более чем заслужен, и предположил, что в будущем «Город 312» может занять нишу исполнителей качественного поп-рока. Критик Музыкальной газеты довольно высоко оценил пластинку, назвав музыку коллектива разноплановой, яркой и свежей, а тексты — простыми и в то же время мудрыми.